# Rosita Reijnhout
Rosita Reijnhout (Wolphaartsdijk, 8 aprile 2004) è una ciclista su strada olandese che corre per il Team Visma-Lease a Bike. Professionista dal 2023, nel 2024 ha vinto la Deakin University Road Race, valida per il calendario Women's World Tour.

## Palmarès
- 2024 (Team Visma-Lease a Bike, una vittoria)

Deakin University Elite Women's Road Race

## Piazzamenti

### Grandi Giri
- Giro d'Italia

2024: non partita (5ª tappa)

### Classiche
- Freccia Vallone

2023: 96ª
2024: 51ª
- Liegi-Bastogne-Liegi

2024: 74ª

### Competizioni mondiali
- Campionati del mondo su strada

Wollongong 2022 - Gara in linea Junior: 25ª

### Competizioni continentali
- Campionati europei su strada

Trento 2021 - Gara in linea Junior: 16ª
Anadia 2022 - Gara in linea Junior: 34ª